# Recherche des contacts durant l'épidémie de Covid-19
La recherche des contacts durant l'épidémie de Covid-19 est une technique qui permet d'identifier et de prévenir les personnes contaminées par une personne contagieuse afin de les tester et de contenir une épidémie comme la pandémie de Covid-19.
Le tracing a été déployé dans des pays comme la France, le Royaume-Uni ou l'Allemagne. Il utilise des techniques de Recherche des contacts.

## Au Japon et en Corée
Au Japon et en Corée du Sud, en Chine et à Singapour, la recherche des contacts se fait en direction rétrospective.
L'idée est la possibilité d'une meilleure efficience de tracer l'antécédent, et d'isoler ces superspreaders (super-contaminants) que de tracer les contaminations postérieures et d'isoler des individus qui ne seraient pas contaminants même s'ils étaient infectés, et ne pourraient pas transmettre le virus même à très peu de monde.

## En France
En France, le tracing est une chaîne : le médecin prescrit un test, le test positif est signalé à l'ARS, l'ARS le signale à l'assurance maladie, les brigades de l'assurance maladie contactent le patient.
En France, la tracing est réalisée par l'assurance maladie (CPAM) sur signalement d'un médecin.
Le tracing peut remonter les contacts au cours des deux à sept journées précédant les premiers symptômes,.
Dans la région de Rennes, pour 1000 personnes malades, 6000 ont été jointes dans le cadre du tracing.
Dans ce circuit, le médecin intervient une première fois pour prescrire le test et une deuxième fois pour lire les résultats du test et déclencher le dispositif de tracing, en échange d'une rémunération supplémentaire selon Ameli.
En France, le tracing est mis en difficulté en raison d'une pénurie de personnel dans les laboratoires de test.
En France, le tracing s'intègre dans une logique de "Tester-Tracer-Isoler".
En France, la stratégie de tracing risque d'être débordée par la Seconde vague de coronavirus en Europe.

## En Belgique
En Belgique, les voyageurs à l'étranger doivent remplir un formulaire dans le cadre du tracing.

## En Suède
En Suède, les personnes peuvent réaliser le tracing sans avoir recours à des intermédiaires.